# 恬嬪 (道光帝)
恬嬪（てんひん、? - 1845年）は、清の道光帝の側室。満洲鑲黄旗の出身。姓はフチャ（富察）氏（Fuca hala）。孝賢純皇后の伯父のマチ（馬斉）の玄孫娘にあたる。

## 生涯
誕生日は旧暦3月20日であるが、生年については記録がない。はじめ、綿寧（後の道光帝）に嫁ぎ、側福晋（側室）となった。道光帝の即位後、嘉慶25年9月5日（1820年）に恬嬪に封ぜられた。
延禧宮（遠い宮室）にいたが、道光25年（1845年）6月、延禧宮で火災が発生し、宮門を除いた25間の宮室が全て焼失した。7月19日、恬嬪も死去した。
棺は田村殯宮に安置され、10月に慕陵の妃園寝に陪葬された。

## 登場作品
- 香港：テレビドラマ『万凰之王』